# Alfred Raoul
Pour les articles homonymes, voir Raoul.
Alfred Raoul, né le 15 décembre 1938 à Pointe-Noire dans le Congo français et mort le 16 juillet 1999 à Paris, est un général, homme politique et diplomate de la république du Congo.

## Biographie
Alfred Raoul naît d'un père métis, Jorge Antonio Raoul, d'origine cabindaise, et d'une mère congolaise, Amélia Minga, elle-même née de mère Vili de Madingo-Kayes et de père cabindais.
Il a été marié à Émilienne Raoul, née Matingou, ancienne ministre de la Santé et ancienne ministre des Affaires sociales, de l'action humanitaire et de la solidarité de la république du Congo Brazzaville dans les Gouvernement Sassou-Nguesso (3) et Gouvernement Sassou-Nguesso (4).
Il est mort en France et enterré à Pointe-Noire.

### Carrière militaire
Il fait ses études secondaires au lycée Victor-Augagneur de Pointe-Noire, et quitte le Congo en 1959 pour s'engager dans l'armée.

« Un jour, le colonel Jean qui commandait l’école des enfants de troupe général Leclerc était venu au lycée pour recruter des candidats éventuels afin d’intégrer Saint-Cyr. Il avait réuni les classes de terminales, toutes séries confondues. De nous tous, seul l’élève Alfred Raoul s'était fait enrôler pour Saint-Cyr.  Ainsi, Alfred Raoul est devenu le premier militaire congolais saint-cyrien, après le baccalauréat et la corniche (classe préparatoire). »

— Théophile Obenga, ami de jeunesse du général Alfred Raoul, qui a partagé avec lui, le même dortoir à l’internat du lycée Pierre Savorgnan de Brazza., 
Affectueusement appelé l'"Aïeul" par ses pairs congolais de la célèbre école militaire, en raison de son ancienneté, il fut le premier Saint-Cyrien congolais, dans la promotion Vercors de 1960 à 1962. Il s'est spécialisé dans le génie militaire.
Avec ses condisciples " crocos ",
,
 
de l'École spéciale militaire de Saint-Cyr, Louis Sylvain-Goma et Luc Kimbouala-Kaya, Marien Ngouabi, et Joachim Yhombi-Opango de l'École spéciale militaire interarmes de Strasbourg, Denis Sassou-Nguesso, Mboungou, et Barthélémy Kikadidi de l’école militaire interarme de Cherchell, Aimé Gilles Portella de l'École de l'air de Salon-de-Provence, ils forment la troisième génération des FAC (Forces armées congolaises).
Dans les générations suivantes, on note Philippe Bikin-Kita,, général de division parachutiste, ancien ministre d'État, ministre de l'Intérieur et de la Sécurité du Congo-Brazzaville (1995-1997), de la promotion Lieutenant-colonel Brunet de Sairigné de 1967 à 1969, promotionnaire de Jean-Louis Georgelin, général d'armée chef d'état-major des armées entre 2006 et 2010.
Le commandant Raoul est brièvement arrêté lors des évènements du M 22 perpétrés par Ange Diawara.
Alfred Raoul est le fondateur et le premier président de Amicale des saint-cyriens du Congo.

### Carrière politique, managériale et diplomatique

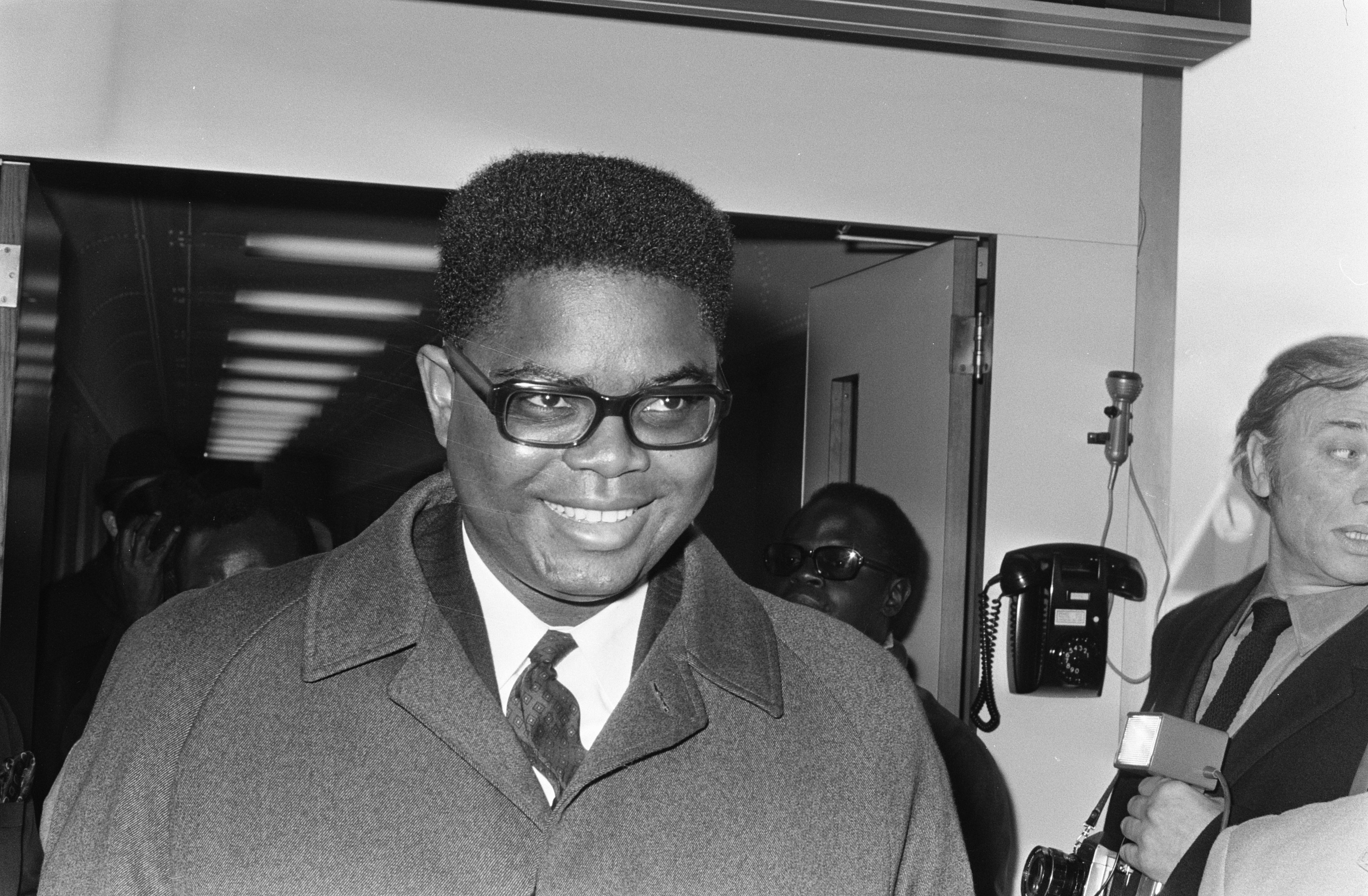
Alfred Raoul à son arrivée à l'aéroport de Schiphol aux Pays-Bas (16 mars 1970).

Le 7 septembre 1968, après le renversement du président Alphonse Massamba-Débat, le Conseil national de la révolution (CNR) aménage l’Acte fondamental et supprime la fonction de Président de la république. Le Premier ministre Raoul est chargé d’assurer l’intérim à la tête de l’État jusqu’à la mise en place d’institutions définitives. 
En réalité, depuis la mise en place du CNR, Marien Ngouabi est le véritable homme fort du pays.
Le général Alfred Raoul occupa les postes de Premier ministre puis de président de la république du Congo (du 5 septembre 1968 au 1er janvier 1969) pendant 144 jours.
Il a également été Vice Président de la république populaire du Congo de janvier 1970 à décembre 1971, remplacé par Aloïse Moudileno Massengo. C'est à ce dernier titre qu'il représentera le Congo aux obsèques du président français Charles de Gaulle.
Il fut plusieurs fois ambassadeur (Benelux, Égypte, Communauté européenne...), dirigea la compagnie sucrière SUCO, la Banque nationale de développement du Congo (BNDC)...

## Réalisations

### Le boulevard des armées
En 1968, Alfred Raoul impulse la construction du boulevard des armées, par la section génie civil des forces armées congolaises. Long d’environ un demi-kilomètre, cette voie est la plus large de la capitale Brazzaville. Ce boulevard, jadis isolé, s’est vu entourer d’imposants bâtiments qui symbolisent la république et l’État: la Cour constitutionnelle et le ministère des Affaires étrangères d’un côté, le Palais des congrès de l’autre. Ce boulevard a été débaptisé en Alfred-Raoul en hommage à son initiateur.

### Le quartier des Batignolles
Selon le colonel Joseph Ndala, il a supervisé le tracé cadastral et le lotissement (terrassement et remblai) du quartier des Batignolles situé entre l'aéroport de Maya-Maya (vers l'ancien cimetière des anciens combattants) et l'avenue Loutassi au plateau des quinze ans. Il avait mis en garde contre le lotissement des terrains limitrophes des voies de chemins de fer vers l'hôtel Majoca et la forêt de la patte d'oie, car il y avait eu des remblais pendant la période coloniale, afin d'éviter les tassements différentiels. Recommandation prise en compte par Hervé Joseph Mayordome, le maire d'alors, mais non respectée depuis. Du coup, les constructions faites sur ces zones non urbanisables s'affaissent.

### Maternité de l'hôpital militaire
Toujours selon le colonel Joseph Ndala,, en 1966, à la suite d'un incident entre un militaire et le personnel de l'hôpital général dirigé par le futur professeur et médécin-biochimiste Joseph Miehakanda, Alfred Raoul transforme le célibatorium des sous-officiers en salles d'accouchement, d'intervention et en chambres de l'infirmerie de la garnison. C'est actuellement la maternité de l'hôpital militaire de Brazzaville.
Marien Ngouabi y rajoutera par le génie militaire, la chambre VIP afin que notamment, son épouse Céline puisse y accoucher.

### Nyanga-Louéssé
En l'absence de routes d'intérêt général dans le département de la Nyanga-Louéssé dont le chef-lieu était Mossendjo, Raoul entreprend la création d'une perpendiculaire à la route de Dolisie afin notamment de faciliter l’exploitation forestière par le génie. C'est ainsi que la route Mossendjo vers la gare de Lebiga et celle de Mossendjo vers Tsinguidi, le village natal du président Lissouba ont été réalisées en latérites compactées.
Ces voies sont toujours en état de fonctionnement de nos jours, grâce notamment aux saignées latérales pour faciliter l'écoulement des eaux.

## Hommages
Il a été décoré à titre posthume le 28 novembre 2010 en même temps que toutes ces personnalités qui ont fait la république du Congo. Un buste à son effigie (accompagné de plusieurs autres) a été érigé en août 2012 sur une avenue piétonne faisant face à la gare centrale de Brazzaville.
Le Grand Boulevard des Armées à Brazzaville (en face du Palais des Congrès et du Ministère des Affaires Étrangères Congolais), l'un des grands axes routiers de la Capitale Congolaise, où se tient le traditionnel défilé militaire et civil marquant les festivités de l'indépendance du pays, chaque 15 Août, a été débaptisé en son honneur, en devenant "Boulevard Général Alfred Raoul".
À Pointe-Noire, la nouvelle avenue ex-Boundji partant de l'avenue Bitelika Ndombi (route de l'aéroport) jusqu'en bord de mer en passant par le rond-point de Mpita a également été dénommée par le conseil municipal de la ville de Pointe-Noire Alfred Raoul.
À l'occasion des quatre-vingt-et-un ans de sa naissance, la pièce de théatre "Des traces à la postérité", mise en scène par le dramaturge Pacifique Turatsindze et tiré de l'ouvrage à paraître du colonel Cyr Patrick Morapenda, a été jouée à Brazzaville le 14 décembre 2019.

## Le mélomane et le féru des arts
Son épouse Émilienne et Ernest Ndalla témoignent de son inclinaison comme passionné des arts, il chantait et jouait de plusieurs instruments de musique (guitare, saxophone, piano…) avec brio. Alfred Raoul passait ses heures perdues avec les grands musiciens du Congo (Les Bantous de la capitale) à jouer à son domicile, juste pour le plaisir.
Il adorait écouter le jazz, la musique classique et collectionnait plusieurs tableaux dont celui de Marcel Gotène, et, s'essayait à la peinture.